# Wunderwaffe

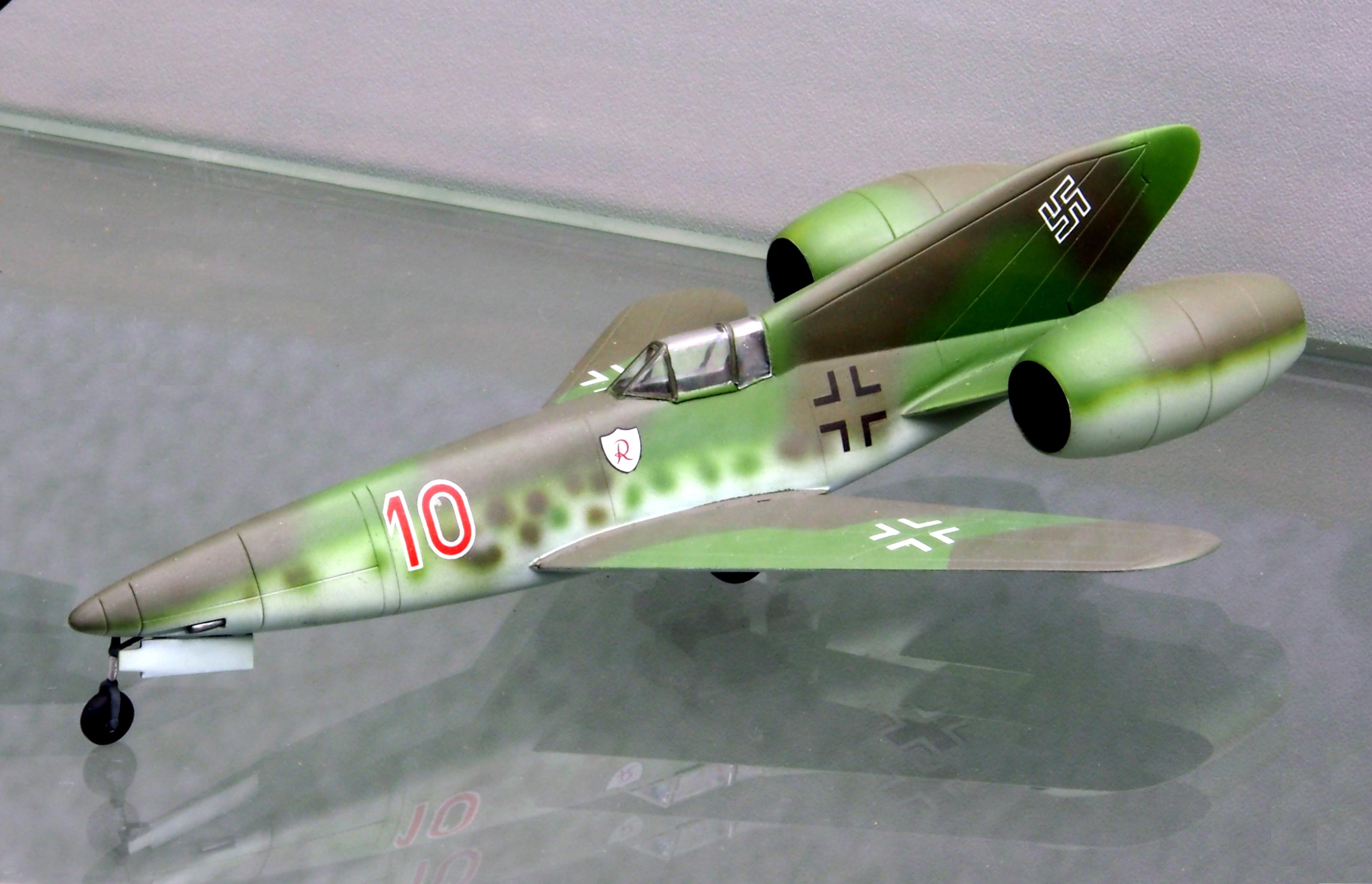
Model letounu Focke-Wulf Ta 283 řazeného mezi Wunderwaffen

Wunderwaffen je německý výraz pro takzvané „zázračné zbraně“. Tento termín byl za druhé světové války používán nacistickým Německem pro označení několika revolučních „superzbraní“. Většina z těchto zbraní byla vyvinuta a zapojila se do bojů v příliš malém počtu a příliš pozdě na to, aby zvrátila průběh války.
Příklady Wunderwaffen jsou například rakety V-1 a V-2, které byly použity zejména v boji proti Velké Británii. Dále například létající křídlo Horten Ho 229 – první náznak technologie stealth spolu s rychlostí přes 1 mach, takzvaný Maus Super Tank – největší tank, který kdy byl postaven, Sturmgewehr 44 – první moderní útočná puška. Několik druhů helikoptér, ponorky na elektrický pohon a jiné.
Přestože Wunderwaffen neuspěly v jejich primárním úkolu, což bylo zvrácení války ve prospěch Třetí říše v době, kdy válka již byla strategicky prohraná, Wunderwaffen reprezentovaly konstrukce a prototypy, které byly na tehdejší dobu velmi pokročilé, a staly se inspirací pro další výzkum a vývoj (viz Operace Paperclip).

## Příklady Wunderwaffen

### Pozemní vozidla
- Sturer Emil – experimentální protitankový vůz.
- Flakpanzer IV Kugelblitz – pokročilý protiletadlový vůz.
- Panzer VIII Maus – největší tank všech dob, s konstrukcí a návrhy, které se používají ještě dnes (2011) v moderních tancích.

### Letadla
- Focke-Wulf Ta 152 – výškový stíhací letoun s pístovým motorem.
- Focke-Wulf Ta 283 – letoun s raketovým a dvojicí náporových motorů
- Messerschmitt Me 262 Schwalbe – první nasazený letoun s proudovým motorem.
- Horten Ho 229 – proudový bombardér, s některými vlastnostmi stealth.
- Arado Ar 234 Blitz – první proudový bombardér na světě.
- Messerschmitt Me 163 Komet – první operační nasazení bezocasého letounu poháněného raketovým motorem.
- Heinkel He 162 Volksjäger

### Bomby a výbušniny
- Německý nukleární projekt – výzkum využití atomové energie.
- Naváděná puma Fritz X

### Střely
- V-1 – první naváděná střela.
- V-2 – první balistická střela a první člověkem vyrobený objekt, který dosáhl suborbitální letové dráhy.

### Orbitální
- Sluneční dělo – experimentální orbitální zbraň (satelit), která by sestávala z mnoha zrcadel a odrážela sluneční svit do jednoho koncentrovaného bodu na zemi – měla způsobit obrovské škody.

### Pušky
- Sturmgewehr 44 – moderní útočná puška.
- Zielgerät 1229 Vampir – objektiv se zabudovaným nočním viděním v infračerveném spektru

### Nedoložené
- Die Glocke – tajná zbraň, která by měla rušit gravitaci (použita v kombinaci s Haunebu).
- Haunebu – diskovité letadlo připomínající létající talíř.